# جوناس لارهولم
جوناس لارهولم (بالسويدية: Jonas Larholm) مواليد 6 مارس 1982 في السويد، هو لاعب كرة يد سويدي. مثل منتخب السويد لكرة اليد. شارك في دورة الألعاب الأولمبية الصيفية سنة 2012.

## سجل المنافسة
شارك في البطولات التالية:
- بطولة أوروبا لكرة اليد للرجال 2012
- بطولة أوروبا لكرة اليد للرجال 2014
- الألعاب الأولمبية الصيفية 2012

## الميداليات
| الميدالية | المسابقة                       |
| --------- | ------------------------------ |
| فضية      | الألعاب الأولمبية الصيفية 2012 |

## روابط خارجية
- جوناس لارهولم على موقع الاتحاد الأوروبي لكرة اليد (الإنجليزية)
- جوناس لارهولم على موقع أوليمبيديا (الإنجليزية)
- جوناس لارهولم على موقع اللجنة الأولمبية السويدية (السويدية)